# Улица Галимджана Баруди (Казань)
Улица Галимджана Баруди (тат. Галимҗан Баруди урамы, Ğalimcan Barudi uramı) — улица в Кировском и Московском районах Казани. Названа в честь Галмиджана Баруди, религиозного деятеля.

## География
Начинаясь от Краснококшайской улицы, пересекает улицы Повстанческая и Батыршина и после пересечения с улицей Серова переходит в улицу Восход.

## История
Улицы возникла в 1930-е годы как улица Белякова в посёлке Крыловка («Грязнушка»). К концу 1930-х годов на ней имелись домовладения: №№ 3–21 (с пропусками) по нечётной стороне и №№ 4–26 по чётной.
По некоторым данным, в 1950-е годов переименовывалась в улицу Тигыз-урам (тат. тигез – ровный). 2 октября 1957 года переименовывается в Забайкальскую.улицу.
Строительство многоквартирных домов на улице началось с нечётной стороны улицы в 1960-е годы; в целом эта сторона улицы (кварталы №№ 51а и 51б) была ими застроена к 1990-м годам. Чётная сторона улицы застраивалась многоэтажными жилыми домами и общественными зданиями в 2010-е годы.
После введения в городе деления на административные районы входила в состав Кировского (до 1990), Кировского и Московского (с 1990) районов.

## Объекты
- № 1/12 — жилой дом льнокомбината[тат.].[17]
- № 2/150 — торговый комплекс «Ягодная слобода».[18]
- № 3 ― почтовое отделение 420102; кроме того в этом доме в советское время находилась центральная сберкасса Кировского района.
- № 5 — отдел социальной защиты Кировского и Московского районов Казани.[19]
- № 3а ― гимназия-интернат № 4.[20] До 1990-х годов это здание занимал детский сад № 8 завода «Сантехприбор»[тат.], а затем татаро-турецкий женский лицей № 4.[21][22]
- № 8 — торговый центр «Московский».[23]
- № 15 ― детский сад № 372 «Дельфин» (бывший ведомственный порохового завода).[22][24]
- № 17 ― детский сад № 387 «Золотая рыбка».[25]
- № 21 ― жилой дом управления «Татавтодор».[26]
- № 25а — детская музыкальная школа № 2.[27]

## Транспорт
Общественный транспорт по улице не ходит. Ближайшие остановки общественного транспорта: «Краснококшайская» (автобус, троллейбус) на одноимённой улице, «Блюхера» (автобус) на улице Восход, «Серова» (автобус) на одноимённой улице.

## Известные жители
В разное время на улице проживали шахматист Лев Грольман (дом № 19) и народный художник РТ Игорь Башмаков (№ 11).